# Adzele
Adzele, auch Atzele (estnisch Aletsi, russisch  Очела, Očela, lateinisch Terra Agzele, ahd. land tho Adsel) ist eine historische Landschaft im Nordosten des heutigen Lettland.
Das Kerngebiet von Adzele ist heute administrativ aufgeteilt in die Bezirke Alūksne und Balvi und Viļaka und die Oblast Pskow (lettisch Pleskavas apgabals).
Das land tho Adsel fand Erwähnung in der Livländischen Chronik Heinrichs von Lettland und in der Jüngeren Livländischen Reimchronik des Bartholomäus Hoeneke. Als Očela erwähnt es die Nowgoroder Chronik.
Der historische Name Adzele war Grundlage für die Umbenennung der lettischen Stadt Jaunlatgale in Abrene im Jahre 1938, die nach der Annexion durch die Sowjetunion als Pytalowo an die Russische Sowjetrepublik fiel.